# Arthur Seyss-Inquart
Arthur Seyss-Inquart (en alemany: Arthur Seyß-Inquart) (Stonařov (Moràvia, Àustria-Hongria), 22 de juliol de 1892 - Nuremberg (Alemanya), 16 d'octubre de 1946) fou un dirigent nazi austríac que va ser Canceller d'Àustria durant els dos dies anteriors a l'Anschluss, pel qual Àustria fou annexionada a Alemanya (de l'11 al 13 de març de 1938). Durant la Segona Guerra Mundial, va servir el Tercer Reich en el Govern General de Polònia i com a Comissari del Reich als Països Baixos. Als Judicis de Nuremberg, fou trobat culpable de crims contra la humanitat i condemnat a mort.

## Biografia
Potser nascut amb el nom « Arthur Zajtich » (el seu pare hauria canviat el seu nom eslau en « Seyss-Inquart » l'any 1907), a Stannern (avui Stonařov), a Moràvia, Arthur Seyß-Inquart estudia dret a la universitat de Viena. Es va establir com a advocat a Viena l'any 1921. Comença a militar molt d'hora a l'Anschluss (« connexió »), vinculació d'Àustria a Alemanya, en nom d'una cultura germànica comuna. Fundador del partit nacionalsocialista austríac, mantenia enllaços molt estrets amb el partit alemany equivalent, és imposat al canceller Schuschnigg — convocat per Hitler a Berchtesgarden  — com a ministre d'Interior i de Seguretat, el 15 de febrer de 1938.
En la lògica del « protocol Hossbach », que, des de 1937, preveu d'instaurar la « Gran Alemanya », Hitler multiplica les pressions sobre el govern austríac i obté la dimissió de Schuschnigg. Seyss-Inquart, nomenat immediatament com a canceller, fa una crida al Reich i, el 12 de març de 1938, les tropes alemanyes entren a Viena, on reben una acollida triomfal.
Poc després, és nomenat governador d'Àustria (Reichstatthalter) i a continuació, després de la invasió de la part occidental de Polònia el setembre 1939, representant del governador general de Polònia, Hans Frank, a Cracòvia.
El 18 de maig de 1940, és nomenat comissari del Reich als Països Baixos ocupats. Fidel executor, porta llavors una política que combina saqueig econòmic, persecucions racials i deportacions, la qual cosa provoca rebel·lions per part dels holandesos com l'episodi de la vaga de febrer de 1941, durament reprimida pels ocupants.
L'hivern 1944-45 va ser un dels més freds als Països Baixos (el precedent rècord datava de 1864), i es tradueix en una catàstrofe humanitària. Seyss-Inquart va exigir que s'inundés una gran part del país, sobre la qual cosa l'Alt comandament aliat va amenaçar, si executava aquesta ordre, que seria jutjat, amb el general Blaskowitz, com a criminal de guerra.
Al seu testament polític, Hitler nomena Seyss-Inquart ministre d'Afers estrangers, i li demanda d'aplicar la política de la terra cremada als Països Baixos, però Seyss-Inquart es guarda molt d'aplicar aquest ordre. Poc després del suïcidi de Hitler, va tractar de fugir dels Països Baixos a bord d'una zodíac ràpida per anar el port de guerra de Flensbourg on el govern Dönitz acabava de formar-se; era un esforç inútil: el mal temps li va permetre a penes donar mitja volta per l'únic canal marítim encara lliure. Va ser detingut per les forces canadenques a la Haia alguns dies més tard, al maig de 1945.

### Procés de Nuremberg
Durant l'estiu de 1945, Seyss-Inquart va ser detingut amb altres dignataris de la Wehrmacht i del III Reich al camp de presoners número 32 de Mondorf-les-Bains (Luxemburg) fins al seu trasllat a Nuremberg. Al procés de Nuremberg, on era defensat per Gustav Steinbauer, va ser declarat culpable dels caps d'acusació 2, 3 i 4 (« direcció, activació i seguiment d'una guerra d'agressió », « crims de guerra » i « crims contra la humanitat »), i en conseqüència condemnat a mort per execució a la forca. Va ser executat el 16 d'octubre de 1946 a la presó de Nuremberg. El seu cadàver va ser incinerat l'endemà al crematori d'Ostfriedhof de Múnic i les seves cendres disperses en un braç de l'Isar.